# 줄리오 알레니

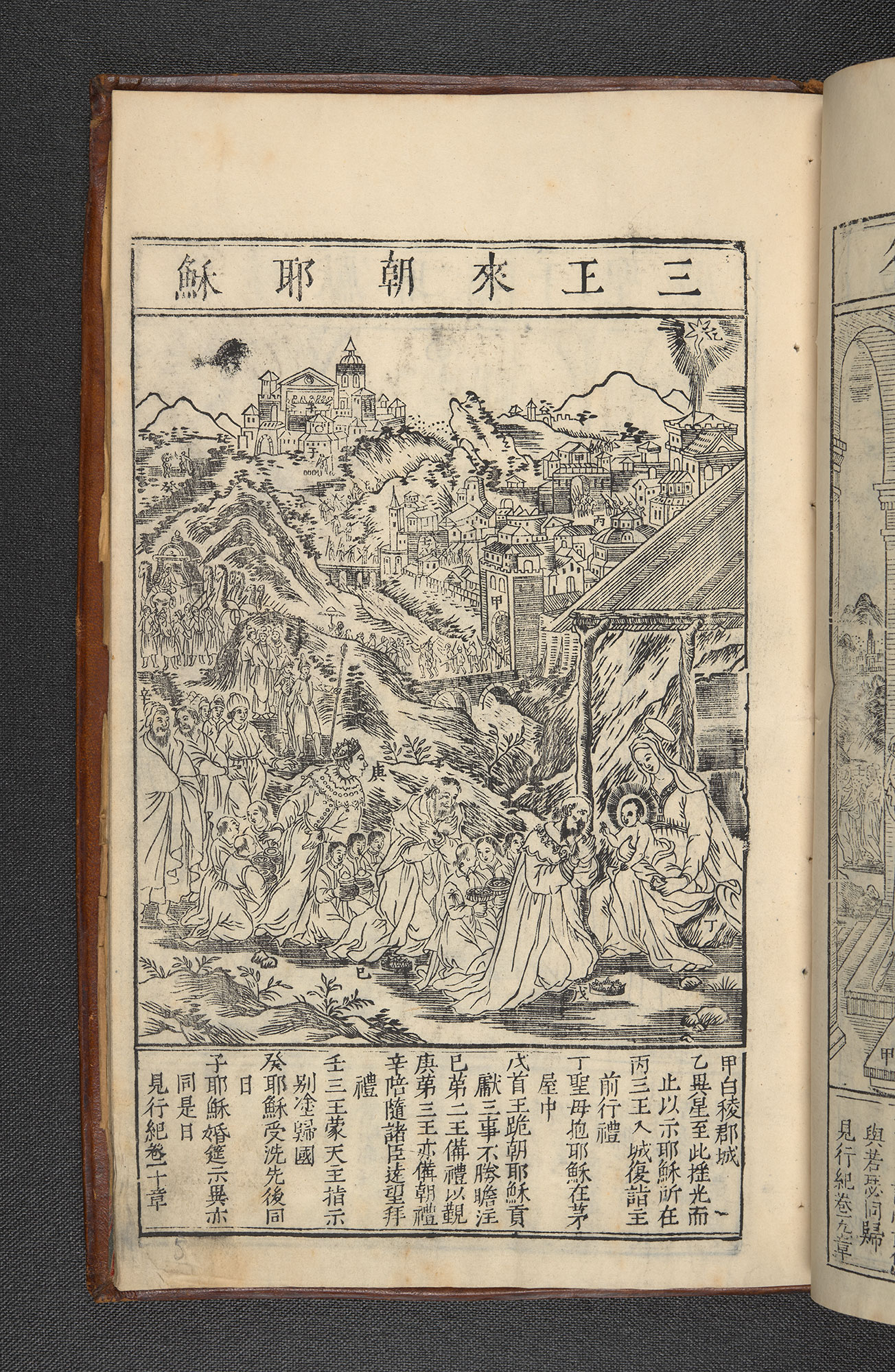
알레니의 1637년 그림 예수님의 생애 그림.

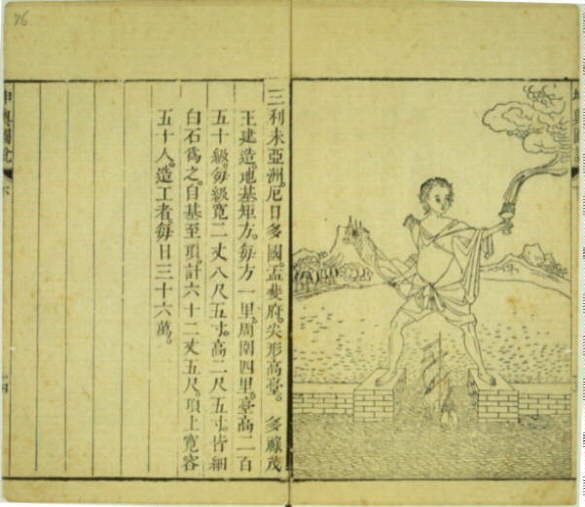
1620년에 알레니가 쓴 책에 실린 로도스의 거상의 묘사.

줄리오 알레니(라틴어: Julius Alenius, 艾儒略 1582 – 1649년 6월 10일)는 이탈리아의 예수회 선교사이자 학자였다. 그는 당시 베네치아 공화국의 일부였던 이탈리아 브레시아 근처의 레노에서 태어나 명나라 옌핑에서 사망했다. 그는 1600년에 예수회의 일원이 되었고 수학과 신학 지식으로 명성을 떨쳤다. 그는 중국어 지도책인 《직방외기》 출판을 도운 것으로 알려져 있다. 줄리오 알레니는 또한 명나라, 명나라 황제, 그리고 그들의 엘리트층과 그들의 실수와 오류를 비판하는 논문을 썼다. 그의 생애 말년에, 명나라는 결국 멸망하고 아이신기오로 가문이 세운 청나라로 대체되었다.

## 생애
1610년, 그는 중국에 선교사로 파견되었다. 그는 마카오에서 입국할 좋은 기회를 기다리는 동안 현지 학자들에게 수학을 가르쳤고 "1612년 11월 8일 마카오에서 있었던 월식 관측" (Mémoires de l'Acad. des Sciences, VII, 706)을 출판했다.
그는 현지의 복장과 풍습을 따랐으며, 장시성에 최초의 기독교 선교사였고 푸젠성에 여러 교회를 세웠다. 그의 개종자 중 한 명인 리주뱌오(Li Jiubiao)는 알레니와 그의 동료 예수회원인 안드리우스 루다미나가 그의 교인들의 질문과 추측에 답변한 것을 기록하여 일기로 엮었다.

## 저서
그는 다양한 주제에 대한 중국어 작품을 출판했다. 그의 우주론서인 《만물진원》(萬物真原; 만물의 진정한 기원)은 강희제 재위 기간에 만주어로 번역되었다(만주 문자로 번역된 만물진원: ᡨᡠᠮᡝᠨ
ᠵᠠᡴᠠᡳ
ᡠᠨᡝᠩᡴᡳ
ᠰᡝᡴᡳᠶᡝᠨ Wylie: Tumen chakai unengki sekiyen, Möllendorff: Tumen jakai unengki sekiyen). 1789년 베이징에서 파리로 한 부가 보내졌다. 그는 초기 예수회 학자들의 작업을 완성하여 중국어로 쓰여진 세계 지도책이자 아메리카 대륙을 포함한 최초의 지도책 중 하나인 《직방외기》를 제작했다.
그의 가장 중요한 종교 서적 중에는 그가 명나라의 주요 오류로 보았던 것을 반박하는 가톨릭 신앙에 대한 논쟁적인 논문과, 《구세주 하나님의 생애, 사복음서에서》(베이징, 1635–1637, 8권; 종종 재판, 예: 1887년 3권)가 있으며, 이는 개신교 선교사들에게도 사용되었다.

## 유산
줄리오 알레니의 삶과 저서는 1994년과 2010년에 여러 차례 회의의 주제가 되었다. 그의 책 두 권인 서쪽의 마테오 리치의 삶과 천주의 거룩한 그림이 2010년 10월 13일과 25일 두 차례에 걸쳐 폰다치오네 시빌타 브레시아나에서 일반에 공개되었다.

### 인용
1. ↑  John Witek, S.J. "Aleni, Giulio, in Gerald Anderson, ed., Biographical Dictionary of Christian Missions (Eerdmans, ) pp. 9-10
2. ↑   본 문서에는 현재 퍼블릭 도메인에 속한 브리태니커 백과사전 제11판의 내용을 기초로 작성된 내용이 포함되어 있습니다.
3. ↑  Zürcher, Erik Li Jiubiao Institut Monumenta Serica (2007). 《Kouduo Richao: Li Jiubiao's Diary of Oral Admonitions: A Late Ming Christian Journal》. Nettetal: Steyler Verl. ISBN 9783805005432.
4. ↑  리, 지자오 (1623). [[[:틀:Wdl]] “職方外紀 六卷卷首一卷 (Zhifang waiji)” [외국의 기록]] |url= 값 확인 필요 (도움말) (중국어). 중국 항저우.

### 참고 문헌
- Menegon, Eugenio. "Un solo Cielo. Giulio Aleni S.J.  (1582-1649). Geografia, arte, scienza, religione dall’Europa alla Cina". Brescia: Grafo, 1994.
- John Witek, S.J. "Aleni, Giulio, in Gerald Anderson, ed., Biographical Dictionary of Christian Missions (Eerdmans, 1999), pp. 9–10
- Lippiello, Tiziana, and Roman Malek. Scholar from the West: Giulio Aleni S.J. (1582-1649) and the Dialogue between Christianity and China. Brescia: Sankt Augustin: Fondazione civiltà bresciana; Monumenta Serica Institute, 1997.
- Sommervogel, Carlos, Bibliothèque de la Campagnie de Jesus, I, 157 sq.
- Pfister, S.J., Bibliogr. des Jesuites Chinois miss.
- Cordier, Essai d'une bibliogr. des ouvr. publ. en Chine par les Europeéns (Paris 1883).
- ALENI, Giulio, Geografia dei paesi stranieri alla Cina. Zhifang waiji, with translation (Italian), Introduction and commentary by Paolo De Troia, Brescia, Fondazione Civiltà Bresciana/Centro Giulio Aleni, 2009, with a full Map of ten thousand countries (Wangguo quantu)
- Ahn Jaewon, A comparative research on Cicero's orator perfectus and Confucius' rex perfectus( Papers on Rhetoric 10)
- Song, Gang. Giulio Aleni, Kouduo richao, and Christian-Confucian Dialogism in Late Ming Fujian (艾儒略、「口鐸日抄」及晚明福建的耶儒對話主義), Monumenta Serica Monograph Series LXIX. Abingdon, Oxon – New York: Routledge, 2018.

귀속:
- 본 문서에는 현재 퍼블릭 도메인에 속한 1913년 가톨릭 백과사전의 내용을 기초로 작성된 내용이 포함되어 있습니다.